# Péter Bence
Péter Bence (Debrecen, 1991. szeptember 5. –) magyar zongoraművész, zeneszerző és zenei producer. 2012. januárjában világrekordot döntött, amikor egy perc alatt 765 hangot szólaltatott meg egy zongorán.  Ezzel a teljesítménnyel mint a „világ leggyorsabb zongoristája” bekerült a Guinness Rekordok Könyvébe.

## Élete

### Korai évek
Pedagógus családban született Debrecenben, majd családjával Hajdúböszörménybe költözött. Édesapja testnevelő tanár, édesanyja tanítónő. Zenei tehetsége már kisgyermekkorában megmutatkozott, amikor a nagymamájánál lévő pianínón, alig másfél évesen emlékezetből lepötyögte egy rajzfilm zenéjét. Autodidakta módon kezdett el játszani, majd négyévesen felvették a debreceni zeneiskola előkészítőjébe. Gyorsan beleszeretett a klasszikus zenébe. Mozart és Chopin voltak a kedvencei, első saját szerzeményeit is az ő hatásukra komponálta alig hétévesen.

### Tanulmányai
Tizenhárom évesen családi segítséggel jelentette meg első zongora CD-jét. Debütáló albumát Green Music címmel adták ki 2004-ben. Ugyanebben az évben elnyerte a Ferenczy György Nemzetközi Zongora Verseny harmadik díját. 2006-tól a debreceni Kodály Zoltán Zeneművészeti Szakközépiskola zongora szakán tanult, majd ugyanebben az évben a Békéscsabai Országos Zongoraverseny döntőse volt.
A klasszikusokon kívül leginkább a filmzenék érdekelték, különösen John Williamsért rajongott, melynek hatására elhatározta, hogy ő is filmzenéket szeretne komponálni. 2008-ban megjelent a második Nightfall című nagylemeze, 2009-ben pedig a Cserhát Művészkör országos pályázatán első helyezést ért el, valamint a My Great Film zenei pályázatán szintén első díjat nyert.
Nagy álma volt, hogy kijusson a bostoni Berklee College of Music-ba – amely a világ egyik legnagyobb kortárs zeneművészetet oktató egyeteme. A Berklee tanárai az európai diákok számára Párizsban tartottak felvételit 2010-ben, amelyre ő is jelentkezett filmzeneszerzés és zongora szakra. Bartók és saját szerzeményeit játszotta és első meghallgatása után felvették. A bostoni iskolától a legmagasabb ösztöndíjat is megkapta, de tanulmányai megkezdéséhez ez nem volt elegendő. Egy év halasztással indult, hogy itthon próbáljon szponzorokat keresni. Végül a Nemzeti Kulturális Alap támogatásával sikerült kiutaznia az Egyesült Államokba. Húszévesen már teljesen önálló volt. Úgy utazott ki Bostonba, hogy szállása sem volt. Ottani magyaroknál lakott, amíg talált egy olcsó albérletet.
Az akadémián kimagasló tehetségnek tartották. Amikor egyik szerzeményét eljátszotta, a zongoratanára közölte: nem tud mit tanítani neki és kiment a teremből. Ekkoriban valósulhatott meg másik nagy álma, hogy személyesen találkozhatott a nagy példaképpel, John Williamsszel. Három szemeszter alatt, hat szemeszter anyagából vizsgázott, de mégis haza kellett jönnie, mert nem volt további anyagi fedezete tanulmányai folytatásához. Magyarországon próbálta összegyűjteni a hiányzó milliókat. Leghőbb vágya volt, hogy visszamehessen Bostonba, hogy befejezhesse a maradék két szemesztert.

### Guinness rekordja
2012. január 14-én Debrecenben a Város Bálján, húszévesen tett rekordöntési kísérletet, ahol egy perc alatt 765  hangot szólaltatott meg egy Bösendorfer zongorán. Ezzel az érvényes Guinness rekordot is túlszárnyalta. A korábbi csúcsot egy indiai-amerikai zenész Sai Manapragada tartotta, aki 669 hangot tudott megszólaltatni hatvan másodperc alatt még 2011-ben. 2017. május 4-én ezt a rekordot is megdöntötték: az új csúcstartó Domingos-Antonio Gomes, aki Lisszabonban 824 leütést produkált.

### A világsiker
Úgy tervezte, hogy 2015 szeptemberében visszatér a Berklee-re, azonban miután Michael Jackson Bad című számának általa átírt zongoraverziója felkerült az internetre, feldolgozásával egyik napról a másikra 17 milliós nézettséget ért el és egy csapásra világhírnevet szerzett magának. Ugyan korábban is dolgozott fel slágereket pl. Justin Timberlake-től a Cry Me a River című számát, John Williams Csillagok háborúja filmzenéjének főcímdalát, vagy Michael Jackson több slágerét (Thriller, Human Nature, You Are Not Alone, Black or White), ám az áttörést a Bad feldolgozása hozta meg számára. Rendkívül virtuóz módon előadott darabjának házi videóját, az amerikai popcsillag tiszteletére, halálának hatodik évfordulóján 2015. június 25-én töltötte fel a világhálóra. Az USA legnépszerűbb televíziós talkshow-jának vezetője, Ellen DeGeneres műsorának honlapjára is kiposztolta a Michael Jackson-szám átdolgozását azzal a címmel, hogy „Legalább olyan jó, mint az eredeti.”  Ezután rengeteg felkérést kapott a világ számos tájáról. Koncertezni hívták Kínába, Ausztráliába, Franciaországba, Oroszországba, Ausztriába, Németországba, Libanonba, Las Vegasban pedig állandó fellépési lehetőséget ajánlottak neki.

## További információk

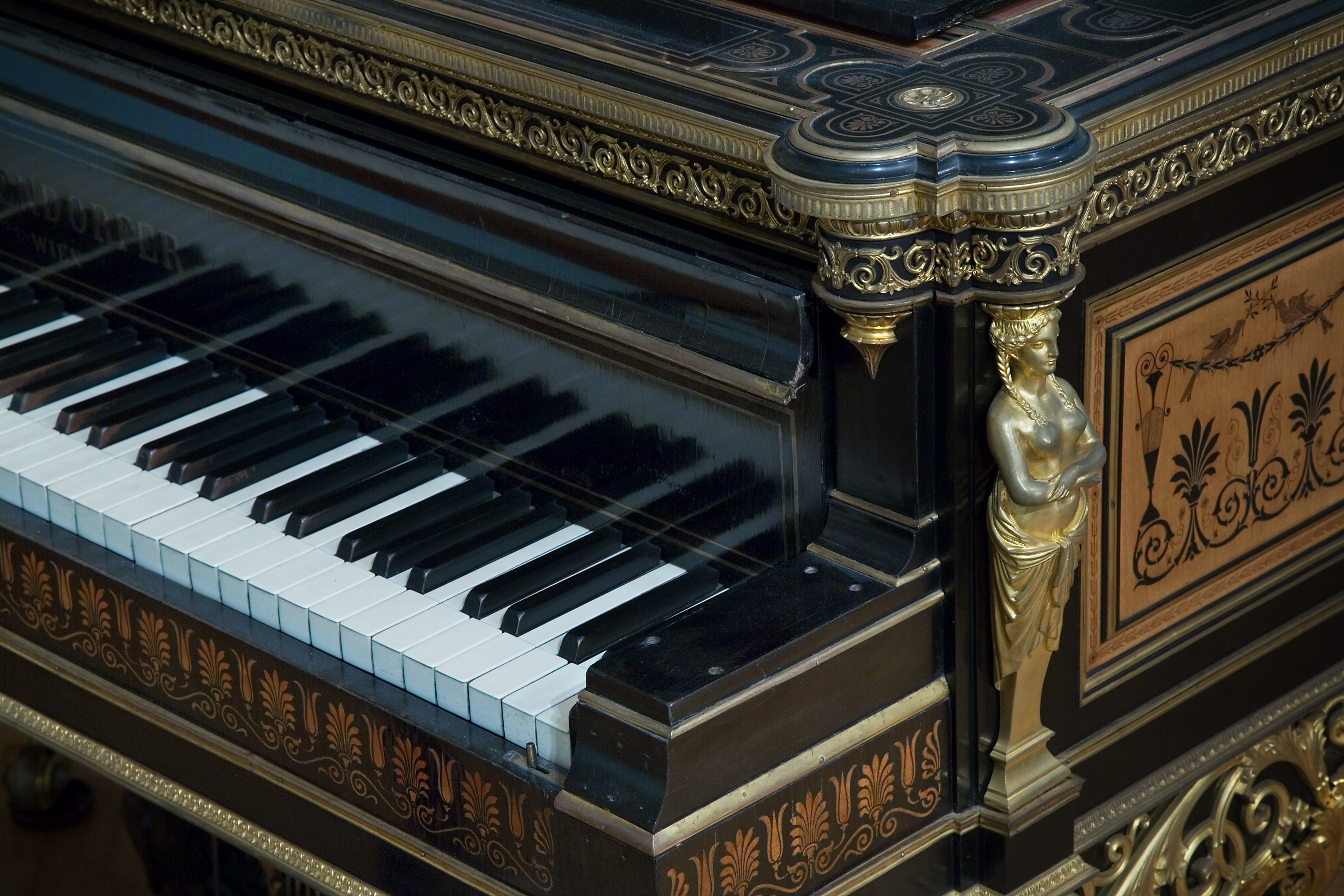
Egy Bösendorfer zongora részlete

## Diszkográfia

### Nagylemezei
- 2004: Green Music
- 2008: Nightfall
- 2020: The Awesome Piano [11]